# Cañada Ombú
Cañada Ombú es una localidad argentina ubicada en el departamento Vera de la provincia de Santa Fe. Se encuentra a la vera de la ruta provincial 3, la cual es su principal vía de comunicación vinculándola al norte con Los Amores y al sur con Los Tábanos.
La principal actividad económica de la zona es la ganadería. La localidad nació a partir de una estación de ferrocarril, la misma se encuentra suspendida pese a gestiones para que llegue hasta esta localidad el servicio de Trenes Argentinos Operaciones que llega a la vecina Los Amores.
La localidad cuenta con escuela, comisaría y centro de salud. Para el aprovisionamiento de agua se está construyendo un acueducto que partiendo de Villa Ana con agua de subsuelo abastecerá esta y otras localidades cercanas.

## Población
Cuenta con 915 habitantes (Indec, 2022), lo que representa un aumento frente a los 634 habitantes (Indec, 2010) del censo anterior.
| Gráfica de evolución demográfica de Cañada Ombú entre 1991 y 2022 |
|                                                                   |
| Fuente: Censos nacionales del INDEC                               |

## Historia
- 1910, según la oralidad histórica, sus primeros habitantes fueron "braceros" temporarios. La empresa inglesa era la "Argentine Quebracho Company", construyendo una fábrica de tanino, con explotación intensiva del quebracho colorado, con destino a la fábrica. Las tierras estaban divididas en dos:
  - una pertenecía a la firma Hartenek, que para entonces ya había establecido dos fábricas en Calchaquí y Santa Felicia,
  - el otro al Banco Territorial. Luego lo compra la Argentine Quebracho Company
- 1915, trazado del pueblo.
- 1918, la compañía pasa a capitales ingleses como parte de la compensación forzosa por los daños durante la guerra de 1914-1918. Así se crea la Forestal Argentina Ltda. La industria taninera hizo surgir esta población, que comenzó a instalarse dentro del espacio preparado para ello cercado con alambres tejidos y de púas, en prevención de ataque de fieras y de indígenas. Primeros habitantes: norteamericanos, italianos y alemanes (obreros y técnicos especializados).
- 1927, se termina la traza urbana y sección quintas, con plaza y campos de deporte, cementerio, iglesia católica, oficinas públicas, etc. Todo realizado sin ningún contacto con la Oficina de Catastro Provincial, órgano ficticio de control de policía. Se generaba una apariencia de progreso; en las festividades patrias, en los edificios de la Forestal Argentina Ltda., fábrica, hospitales, club social, se enarbolaba la bandera argentina a derecha y la bandera inglesa a izquierda.

Su herencia fue una explotación irracional del bosque, y en una serie de poblados creados también con el mismo criterio, es decir, transitorios, sujetos a la fatalidad del agotamiento del quebracho, donde el interés privado de la compañía extranjera se antepuso al interés público del gobierno nacional y provincial. Una vez elegido el sitio para el pueblo, como allí no se trataba de colonizar ni de subdividir para vender lotes destinados a chacras o a la ganadería, La Forestal, sin intervención estatal, con sus propios ingenieros y técnicos, sin denunciar trazado, hizo relevamientos, trazó planos e inició la tarea de construir edificios, viviendas, fábricas, conservando el dominio sobre toda la tierra.